# Włodzimierz Dzięga
Włodzimierz Marian Dzięga (ur. 5 sierpnia 1952 w Radzyniu Podlaskim, zm. 24 lutego 2002 w Lublinie) – polski polityk, samorządowiec i inżynier, działacz opozycyjny w PRL.

## Życiorys
Syn Ryszarda i Stanisławy, pochodził z rodziny chłopskiej. W 1977 ukończył studia na Wydziale Technologii Maszyn Politechniki Warszawskiej, potem do 1979 pracował jako technolog w Zakładzie Produkcyjnym ZREMB w Międzyrzecu Podlaskim. W latach 1979–1986 technolog i wicedyrektor w zakładzie w Branica Suchowolskiej, należącym do Warszawskich Zakładów Mechanicznych PZL-WZM Delta. We wrześniu 1980 wstąpił do NSZZ „Solidarność”, był m.in. przedstawicielem radzyńskiego oddziału w Międzyzakładowym Komitecie Założycielskim Regionu Środkowo-Wschodniego, a od października 1981 szefem zarządu oddziału. Po 13 grudnia 1981 przebywał w ukryciu, współorganizował zbiórkę na rzecz rodzin internowanych. Zatrzymany 26 sierpnia 1982 i poddany rewizji, zaś w 1985 zdegradowany ze stanowiska wicedyrektora zakładu pracy. Od 1986 do 1989 uczestniczył w duszpasterstwie środowiska inteligenckiego przy parafii Trójcy Świętej w Radzyniu Podlaskim. Poddawany obserwacji i rozpracowywany przez służby PRL, poddawany represjom, w tym zakazowi wyjazdów zagranicznych.
W 1989 był członkiem radzyńskiego Komitetu Obywatelskiego „Solidarność”, od 1989 do 1991 kierował oddziałem Regionu Środkowo-Wschodniego NSZZ „S” oraz był wiceprezesem regionalnego NSZZ Rolników Indywidualnych „Solidarność”. W latach 1990–1998 zasiadał w radzie miejskiej Radzynia Podlaskiego z listy KO „Solidarność” i Porozumienia Centrum, w kadencji 1990–1994 był też delegatem do sejmiku województwa bialskopodlaskiego oraz Krajowego Sejmiku Samorządu Terytorialnego w Warszawie. W 1991 z listy PC kandydował do Sejmu, był także wojewódzkim prezesem partii. Od 1996 zajmował się prowadzeniem własnej działalności gospodarczej. W 1998 kandydował z listy Akcji Wyborczej Solidarność do sejmiku lubelskiego, mandat uzyskał w 2001 w miejsce Stanisława Żmijana. W tym samym roku przeszedł do Prawa i Sprawiedliwości i został jego prezesem wojewódzkim, w wyborach parlamentarnych otwierał listę PiS w okręgu nr 7.